# 책상 서랍 속의 동화
《책상 서랍 속의 동화》(중국어 간체자: 一个都不能少, 정체자: 一個都不能少, 번역 : 하나도 모자라면 안 돼, Not One Less)는 장이머우 감독이 1999년에 제작한 영화이다. 영화는 1999년 베네치아 국제 영화제 황금사자상을 수상했다.

## 줄거리
13살 소녀 웨이민츠는 어머니의 간병을 위해 한 달간 학교를 떠나는 마을의 하나뿐인 선생 (가오 엔만)을 대신하여 쑤췐성으로 온다.

## 제작 및 출연진

### 출연
왼쪽부터 배역, 실제 직업
- 위민지 - 웨이 선생 / 중학생
- 장혜과 - 학교를 그만두게 되는 반의 말썽꾸러기 / 초등학생
- 전정달 - 티안 촌장
- 고은만 - 가오 선생
- 손지매 - 도시에서 장위거를 찾는 것을 도와줌
- 장민산 - 스포츠 스카우트
- 서점청 - 벽돌공장 주인
- 류한지 - 장위거의 아픈 엄마
- 마국림 - 버스터미널 남자

## 한국어 더빙 성우진

### MBC (2002년 11월 18일)
- 박소라 - 웨이 선생(위민지)
- 이미자 - 장 휘거(장혜과)
- 이종혁 - 촌장 티안(전정달)
- 이상훈 - 가오 선생(고은만)
- 김순선 - 방송국 출입허가 직원(풍옥영) / 문방구 주인
- 박영희 - 순 쯔메 / 버스안내양 / 식료품 가게 주인
- 엄현정 - 아나운서
- 박선영 - 장 밍싼 / 안내방송 여직원
- 김동현 - 방송국장
- 배주영
- 윤성혜
- 송준석
- 오주연
- 문남숙
- 박신희
- 이원찬

### KBS (2004년 9월 29일)
- 이현주 - 웨이 선생(위민지)
- 주호성 - 티안 촌장(전정달)
- 박상일 - 방송국장(우원루)
- 정기항 - 가오 선생(고은만)
- 이진화 - 방송국 출입허가 직원(풍옥영)
- 임은정 - 반장(장민산)
- 유제상 - 버스 터미널 남자(마국림)
- 정옥주 - 학생(손지매)
- 김혜미 - 음식점 주인(백매)
- 서광재 - 스포츠 스카우트(장예장)
- 서윤석 - 벽돌 공장 주인(서점청)
- 김지혜 - 학생(자오제)
- 민지 - 장위거(장혜과)
- 신소윤 - TV 방송 진행자(리범범)
- 김민아 - 학생(민신홍)
- 임채헌 - 직원(부신민)